# 布倫科格爾山 (赫倫格山)
47°49′39.7″N 13°37′49.0″E / 47.827694°N 13.630278°E

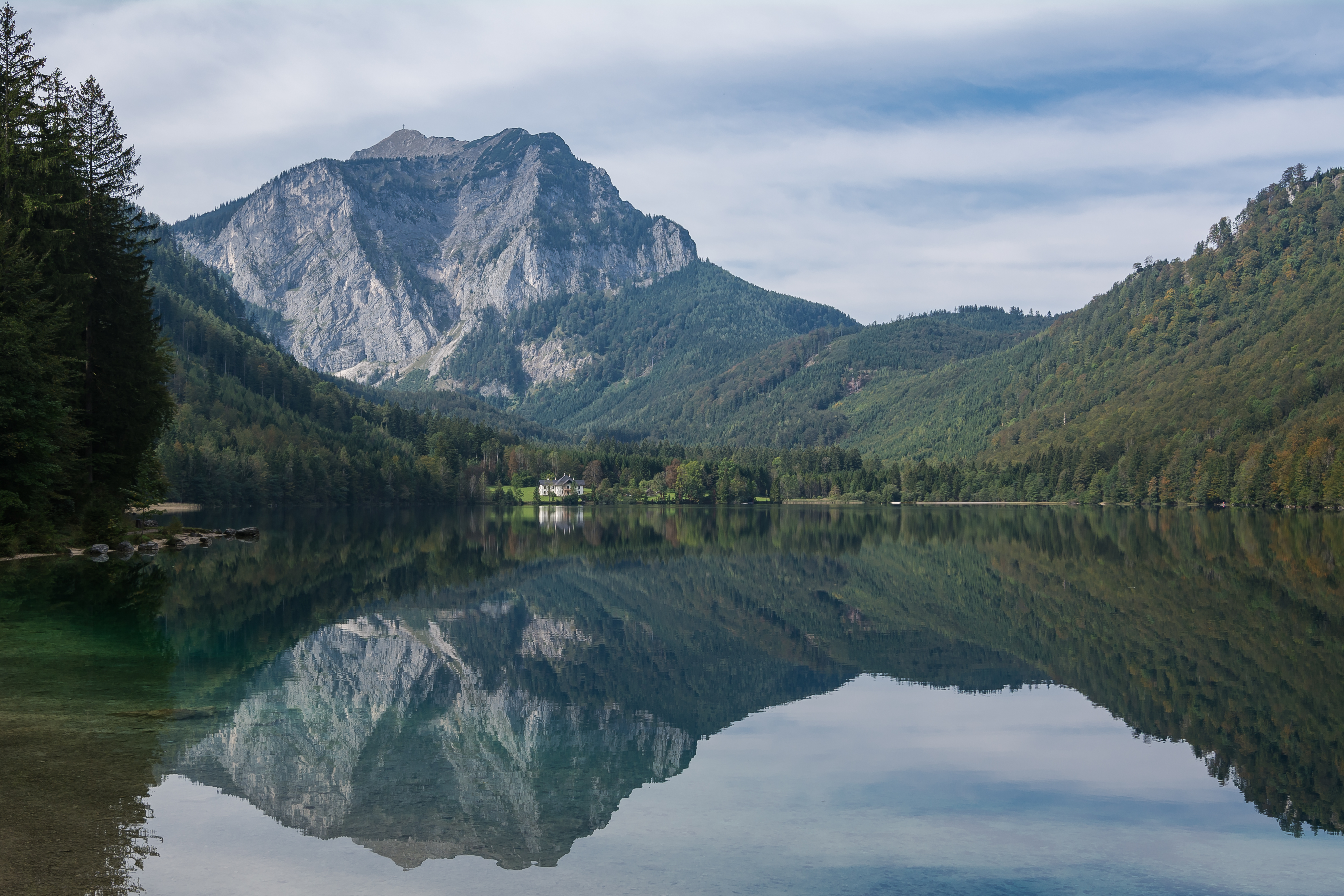

布倫科格爾山（德語：Brunnkogel），是奧地利的山峰，位於該國北部，由上奧地利州負責管轄，屬於赫倫格山的一部分，海拔高度1,708米，每年平均降雨量1,801毫米。